# Musica leggera
La musica leggera è un genere musicale risalente alla metà del XX secolo (con la nascita dell'industria musicale) che raggruppa in sé un insieme di tendenze musicali caratterizzate da un linguaggio relativamente semplice e in alcuni casi schematico.
È strettamente inserita nel circuito di diffusione commerciale mondiale con incisioni discografiche, videoclip, festival, concerti-spettacolo e trasmissioni in reti televisive e radiofoniche. L'espressione italiana "musica leggera" definisce, quindi, un tipo di musica di facile ascolto e spesso destinata a semplice intrattenimento, mentre i termini inglesi "popular music", oppure quello italiano "musica popolare", sono da intendersi come "di gradimento generale, diffuso, popolare" indicando così generi musicali di massa che includono potenzialmente ogni stile.
Se il termine "musica leggera" sembra coincidere parzialmente con la definizione di "popular music", si può anche sottolineare che non tutta la popular music può essere definita musica leggera. Il termine non coincide totalmente neppure con la definizione di musica pop in quanto la musica leggera comprende filoni musicali anche precedenti agli anni cinquanta e al rock and roll, a cui invece il pop viene convenzionalmente fatto risalire.

## Caratteristiche tipiche
Tra le caratteristiche peculiari della musica leggera sono annoverabili:
- spiccata orecchiabilità;
- melodicità;
- ritmica semplice e uso di tempi musicali pari (primo tra tutti il 4/4);
- testi per lo più di facile comprensione;
- orchestrazioni non troppo elaborate e al servizio della melodia;
- utilizzo del cosiddetto formato canzone (strofe alternate al ritornello);
- breve durata dei brani.

Dalla metà degli anni sessanta c'è stata un'evoluzione delle tessiture armoniche, delle ritmiche e degli arrangiamenti, che hanno apportato nuova linfa alla musica leggera, anche grazie all'avvento di una nuova generazione di strumentisti e di contaminazioni con generi musicali più complessi.

## Analisi dei sistemi e delle logiche del fenomeno

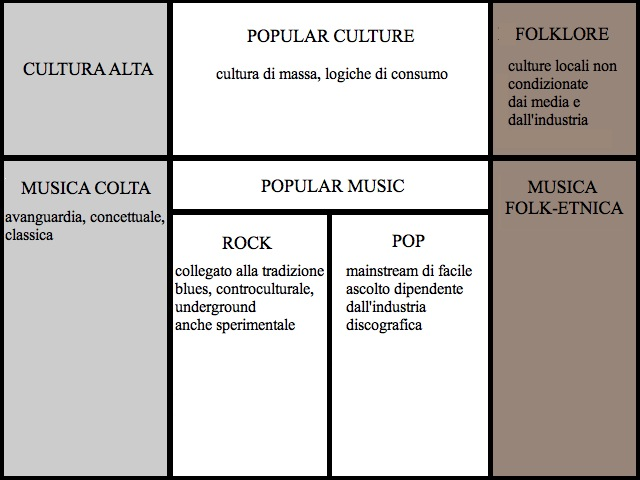
Schema riassuntivo della divisione dei generi musicali.

Di particolare importanza per il successo del pop è il fenomeno del cosiddetto plugging, cioè una prassi che consiste nella continua e insistita proposizione di un brano da parte dei media. Infatti, il principio fondamentale del plugging è che sia sufficiente ripetere qualcosa sino a che venga accettato.
Al plugging può essere data anche l'accezione di "convenzione generica", anche se questa definizione trova un termine più specifico e un respiro più largo nella standardizzazione.
La teoria della standardizzazione è che la struttura collaudata e convenzionale di un brano pop mira a reazioni standard, mira cioè a soluzioni armoniche e ritmiche che hanno generalmente un sicuro e ben definito impatto emotivo legato al riconoscimento. Il fattore del riconoscimento, nell'industria musicale e non solo, svolge un ruolo importantissimo essendo una delle funzioni basilari della conoscenza umana. È per questi motivi che nel pop ci si ritrova ad ascoltare un "linguaggio naturale" legato all'orecchiabilità (easy listening). Anche i temi delle canzoni pop sono spesso standardizzati; generalmente trattano di amore romantico.
La musica pop riesce a dare spesso l'impressione dell'innovazione tramite l'uso di stravaganze controllate nella misura in cui possono essere ricomposte in questo cosiddetto linguaggio naturale. Per essere popolarizzata, una canzone deve potersi distinguere dalle altre mantenendo, tuttavia, le stesse convenzioni di tutte le altre. Fondamentalmente, la nascita e l'affermazione di un certo genere, o di una certa corrente musicale e culturale, porta quel genere o corrente a subire un processo di popolarizzazione.
Si specifica che la musica leggera è rivolta in particolare al fruitore occasionale, ad attirare l'attenzione dell'ascoltatore distratto; per questo può essere definita musica di puro intrattenimento, cioè non impegnativa, e usare l'espressione "ascolto passivo della musica" da parte del fruitore. L'"ascolto attivo" è invece presente quando vi è una ricerca musicale la quale deve essere coadiuvata dalla conoscenza, a prescindere dalla piacevolezza. Solo in quest'ultimo caso può essere definito un proprio "gusto musicale".
Con l'avvento della TV, in particolare con l'utilizzo commerciale del video musicale, l'impatto visivo diventa essenziale per ogni gruppo o artista che vuole entrare nel circuito commerciale. Spesso, quindi, entrano in gioco specialisti dell'immagine (come Vivienne Westwood per i Sex Pistols) e produttori che a volte basano il più del successo sulla presenza scenica. A questo proposito, estremo è il caso del produttore Frank Farian, il quale lancia verso la fine degli anni ottanta un gruppo di grande successo commerciale di nome Milli Vanilli, costituito in effetti da un gruppo di musicisti che lavorava nell'ombra, e un altro gruppo più fotogenico che appariva sul palco ballando e cantando in playback. Quando questo si scopre si viene a creare uno scandalo, ma un caso simile si era già verificato negli anni '60 con i Monkees, i cui componenti erano gli attori protagonisti di una nota sitcom americana dell'epoca.
La durata di ogni brano è un altro elemento caratterizzante. Infatti, per venire incontro ai tempi televisivi e radiofonici, i brani spesso non superano i 4 minuti. Le canzoni che oltrepassano questa durata vengono in genere sottoposti a un'operazione di editing in modo da accorciarne il minutaggio. Questa regola del pop viene infranta nel corso dei primi anni settanta per esigenze di genere, quando il progressive raggiunge una certa popolarità e, in alcune sue forme, diventa musica leggera.
Tipico dell'industria musicale è anche il fenomeno dell'imitazione, fondamentalmente un'operazione commerciale che punta a ricalcare il successo di un certo brano o di un certo artista. Questo fenomeno porta all'esplosione delle mode e delle tendenze, si pensi ad esempio alla moltitudine di gruppi beat degli anni '60 che ricalcavano il fenomeno Beatles.
Capita spesso che i produttori discografici siano i veri registi delle tendenze musicali e abbiano un'ampia influenza sul prodotto finito dei loro artisti (molti dei quali appaiono nel firmamento delle classifiche di vendita per una sola stagione, rapidamente sostituiti da volti nuovi), questo perché l'industria musicale è legata al mercato discografico e il mercato alla pubblicità, quindi qualunque artista famoso è tale perché, o per merito suo o per merito di altri, si è saputo proporre al pubblico nel modo giusto, cercando di non sbagliare il modo di espressione.

## Mainstream musicale
Come si è detto la musica leggera è un tipo di musica che deve essere accessibile e fruibile da tutti seguendo quindi una logica di mercato in contrasto con la cosiddetta musica alternativa o underground. Quest'ultima si contrappone alla musica leggera per ragioni diverse: per una ricerca musicale sia in campo stilistico che sonoro (distogliendosi dalla logica secondo cui grandi investimenti devono portare a guadagni sicuri); per la modalità commerciale con cui si accosta ai suoi fruitori, privilegiando in sostanza il passaparola che si può avere tra gli appassionati del genere, in opposizione al bombardamento pubblicitario, questo spesso è dovuto al fatto che le possibilità finanziarie della musica underground sono notevolmente inferiori a quelle della musica pop, essendo quest'ultima preferita dalle cosiddette "majors" (ma oggi anche da molte etichette discografiche indipendenti) per la motivazione sopracitata; infine per i suoi contenuti impegnati o comunque legati ad una sensibilità inconsueta (quest'ultima caratteristica si può ritrovare però anche in alcuni frangenti della musica leggera ma è generalmente abbastanza rara).
Nonostante la mancanza di originalità, la musica mainstream ha comunque il grande pregio di portare buona parte dell'underground al grande pubblico, influenzando e trasmettendo così in modo più ampio la cultura popolare, trasformando l'idea musicale in qualcosa di più assimilabile da tutti.
In questo modo, però, i riferimenti forniti dalle sotto-culture musicali (heavy metal, punk rock, hip hop, musica elettronica, psichedelia ecc...) subiscono, in casi estremi ma sempre più frequenti, un'omogeneizzazione, vengono cioè superficializzati e spesso stereotipati per essere così più facilmente assimilabili, si precisa infatti che quasi ogni genere esistente è stato tradotto nei codici del mainstream ed è perciò divenuto, in un dato periodo storico, sinonimo di pop (da qui ad esempio nascono i sottogeneri commerciali degli stili già citati come pop metal, pop punk, pop rap, electro pop, pop psichedelico). Questa logica è rappresentativa del fatto che il fulcro del mainstream è arrivare immediatamente al fruitore disattento piuttosto che incidere con il messaggio dell'artista.
Vi è da aggiungere tuttavia che spesso accade anche l'esatto contrario, ovvero che un'idea musicale scaturita dal mondo mainstream, e quindi pop, dia origine ad un genere musicale underground, anche perché oggi capita spessissimo che i produttori mainstream che lavorano per i grandi artisti pop portino avanti altri progetti in mercati di nicchia.

## In Italia
Il termine ''musica leggera'' nacque in Italia per definire la musica popolare italiana.
Nella penisola, prima della British invasion dei primi anni sessanta, il termine inglese 'pop music' per definire questo tipo di musica era pressoché sconosciuto ai più, e fu assorbito in seguito alla fama conquistata dai gruppi d'oltremanica. Di fatto oggi viene più facile utilizzare il termine pop per definire la musica commerciale internazionale e allo stesso modo è più facile definire con musica leggera la musica melodica italiana, ma dal punto di vista concettuale e strutturale i due termini coincidono.
In Italia, dagli anni trenta è stata popolarizzata, inizialmente attorno alle trasmissioni radiofoniche e, nel dopoguerra, Festival di Sanremo e con l'apice tra il 1964 e il 1968, un tipo di musica leggera non derivante dalla tradizione melodica italiana ma ricca di stratificazioni e influenze dell'operetta mitteleuropea, del café chantant francese e dei ritmi latino americani conosciuti sulle navi da crociera. Il ritorno alla tradizione, e la sua rielaborazione in chiave più moderna (arrangiamenti con influenze swing, jazz, e un cantato meno legato alla musica d'opera), è stato incoraggiato dal successo dal primo movimento di crooner americani (per lo più italo-americani) che iniziavano ad affacciarsi anche al fronte europeo. Questa riscoperta, avvenuta anche in reazione alle proibizioni fasciste degli anni trenta e quaranta, avvenne con l'apporto di interpreti e cantautori italiani, alcuni di essi divenuti poi di fama internazionale, come Mia Martini, Nilla Pizzi, Mina, Gino Paoli, Domenico Modugno, Luigi Tenco, Gino Latilla, Luciano Tajoli e Claudio Villa.